# Liste de l'observatoire mondial des monuments (2020)
Pour les articles homonymes, voir Liste de l'observatoire mondial des monuments.
Cet article recense les sites concernés par l'observatoire mondial des monuments en 2020.

## Généralités
L'observatoire mondial des monuments (World Monuments Watch en anglais) est le programme principal du Fonds mondial pour les monuments (World Monuments Fund), une organisation non gouvernementale à but non lucratif basée à New York, aux États-Unis. Cet observatoire a pour but d'identifier et de préserver les biens culturels importants en danger.
La liste 2020 est publiée le 29 octobre 2019. Elle comprend 25 sites répartis sur 22 pays (Bénin, Birmanie, Canada, Chili, Égypte, Espagne, États-Unis, France, Géorgie, Haïti, Inde, Irak, Japon, Mexique, Mongolie, Népal, Ouzbékistan, Pakistan, Pérou, Pologne, Royaume-Uni et Togo).

## Liste
| Site                                                            | Lieu                        | Pays        | Notes                                                                                  | Coordonnées                          | Photo |
| --------------------------------------------------------------- | --------------------------- | ----------- | -------------------------------------------------------------------------------------- | ------------------------------------ | ----- |
| Koutammakou, le pays des Batammariba                            |                             | Bénin, Togo | Inscrit au patrimoine mondial au Togo en 2004                                          | 10° 01′ 40″ nord, 1° 07′ 56″ est     |       |
| Fermes traditionnelles birmanes en teck                         |                             | Birmanie    |                                                                                        | 22° 46′ nord, 95° 58′ est            |       |
| Ontario Place (en)                                              | Toronto                     | Canada      |                                                                                        | 43° 37′ 44″ nord, 79° 25′ 01″ ouest  |       |
| Orongo                                                          | Île de Pâques               | Chili       | Inscrit au patrimoine mondial en 1984 (comme élément du parc national de Rapa Nui)     | 27° 11′ 22″ sud, 109° 26′ 33″ ouest  |       |
| Palais d'Alexan Pacha (ar)                                      | Assiout                     | Égypte      |                                                                                        | 27° 11′ 21″ nord, 31° 11′ 32″ est    |       |
| Maisons à patio (es) d'Axerquía (es)                            | Cordoue                     | Espagne     | Inscrite au patrimoine mondial en 1994 (comme élément du centre historique de Cordoue) | 37° 53′ 10″ nord, 4° 46′ 16″ ouest   |       |
| Bears Ears National Monument                                    | Utah                        | États-Unis  |                                                                                        | 37° 41′ 46″ nord, 109° 55′ 12″ ouest |       |
| Centre historique d'Aguirre (en)                                | Salinas, Porte Rico         | États-Unis  |                                                                                        | 17° 57′ 15″ nord, 66° 13′ 32″ ouest  |       |
| Woolworth Building                                              | San Antonio, Texas          | États-Unis  |                                                                                        | 29° 25′ 33″ nord, 98° 29′ 14″ ouest  |       |
| Cathédrale Notre-Dame                                           | Paris                       | France      | Inscrite au patrimoine mondial en 1991 (comme élément des rives de la Seine à Paris)   | 48° 51′ 11″ nord, 2° 20′ 59″ est     |       |
| Parc national de Touchétie                                      |                             | Géorgie     |                                                                                        | 42° 24′ 36″ nord, 45° 29′ 13″ est    |       |
| Quartier gingerbread                                            | Port-au-Prince              | Haïti       |                                                                                        | 18° 32′ 20″ nord, 72° 19′ 44″ ouest  |       |
| Stade Sardar Vallabhbhai Patel                                  | Ahmedabad                   | Inde        |                                                                                        | 23° 05′ 30″ nord, 72° 35′ 51″ est    |       |
| Systèmes de distribution d'eau historiques du plateau du Deccan | Karnataka, Maharashtra      | Inde        |                                                                                        | 16° 49′ 30″ nord, 75° 42′ 36″ est    |       |
| Temple de Mame Reshan                                           | Monts Sinjar                | Irak        |                                                                                        | 36° 41′ nord, 43° 26′ est            |       |
| Bains publics d'Inari-yu                                        | Kita-ku, Tokyo              | Japon       |                                                                                        | 35° 44′ 41″ nord, 139° 43′ 28″ est   |       |
| Quartier d'Iwamatsu                                             | Uwajima, Ehime              | Japon       |                                                                                        | 33° 07′ 30″ nord, 132° 31′ 23″ est   |       |
| Canal national (es)                                             | Mexico                      | Mexique     |                                                                                        | 19° 19′ 49″ nord, 99° 06′ 32″ ouest  |       |
| Temple Choijin Lama                                             | Oulan-Bator                 | Mongolie    |                                                                                        | 47° 54′ 42″ nord, 106° 55′ 06″ est   |       |
| Chivas et chaityas de la vallée de Katmandou                    | Vallée de Katmandou         | Népal       | La vallée de Katmandou est inscrite au patrimoine mondial depuis 1979                  | 25° 26′ nord, 85° 18′ est            |       |
| Maisons traditionnelles du vieux quartier juif de Boukhara      | Boukhara                    | Ouzbékistan |                                                                                        | 39° 46′ 05″ nord, 64° 25′ 01″ est    |       |
| Bazar d'Anarkali (en)                                           | Lahore                      | Pakistan    |                                                                                        | 31° 34′ 00″ nord, 74° 18′ 58″ est    |       |
| Vallée sacrée des Incas                                         | Cuzco                       | Pérou       |                                                                                        | 13° 20′ 02″ sud, 72° 04′ 59″ ouest   |       |
| Chapelle Kindler, cimetière évangélique (pl)                    | Pabianice, Łódź Voivodeship | Pologne     |                                                                                        | 51° 39′ 17″ nord, 19° 21′ 19″ est    |       |
| Viaduc de Bennerley                                             | Derbyshire, Nottinghamshire | Royaume-Uni |                                                                                        | 52° 59′ 20″ nord, 1° 17′ 59″ ouest   |       |